# Rudolph zu Stolberg-Wernigerode
Rudolph Graf zu Stolberg-Wernigerode (* 29. August 1809 auf Schloss Wernigerode; † 26. Mai 1867 in Gedern) war ein preußischer Offizier und Mitglied der Landstände des Großherzogtums Hessen.

## Leben

### Herkunft und Familie
Rudolph zu Stolberg-Wernigerode wurde als Sohn des Erbgrafen Henrich zu Stolberg-Wernigerode (1772–1854) und dessen Ehefrau Caroline Alexandrine Henriette Jenny Prinzessin von Schönburg-Waldenburg (1780–1809) geboren. Seine Mutter starb unmittelbar nach seiner Geburt. Er wuchs mit seinen Geschwistern Eleonore (1801–1827, ⚭ 1819 Prinz Heinrich LXIII. Reuß zu Köstritz), Hermann (1802–1841) ⚭ 1831 Gräfin Emma zu Erbach-Fürstenau (1811–1889), Bernhard (1803–1824), Botho (1805–1881, ⚭ 1843 Gräfin Adelheid zu Erbach-Fürstenau) und Caroline (1806–1896, ⚭ 1828 Prinz Heinrich LXIII. Reuß zu Köstritz) auf.
Am 28. Oktober 1851 heiratete er Auguste Gräfin zu Stolberg-Wernigerode (1823–1864), Tochter des Ferdinand zu Stolberg-Wernigerode (1775–1854) und der Marie-Agnes zu Stolberg-Stolberg (1785–1848). Aus der Ehe sind die Tochter Christine (1853–1893, ∞ 1874 Friedrich Reinhard von Rechteren-Limpurg) und der Sohn Henrich (* 1855, musste aufgrund der Heirat einer Bürgerlichen auf seinen Namen und seine Rechte als Graf verzichten und erhielt 1893 den Namen von Stapelburg).

### Wirken
Er war Offizier im 12. Husaren-Regiment der Preußischen Armee.
In den Jahren von 1844 bis 1849 war er als Vertreter seines Vaters, der auch im Provinziallandtag Sachsen und im Zweiten Vereinigten Landtag ein Mandat hatte, Mitglied der Ersten Kammer der Landstände des Großherzogtums Hessen. 1833 und 1841 vertrat er seinen Vater auch im Provinziallandtag der Provinz Sachsen.
Seinen Bruder Botho vertrat er von 1856 bis 1858, der die Regierungsgeschäfte führen musste, in der Ersten Kammer des 15. Landtages.
Als Vormund seines Neffen Otto (1837–1896) war er von 1859 bis 1866 (16. bis 18. Landtag) Mitglied der Ersten Kammer des Parlaments.